# Leuchtturm Eierland
Der Leuchtturm Eierland ist ein Leuchtturm an der nördlichen Spitze der niederländischen Insel Texel. Er erhielt seinen Namen von der ehemaligen Insel Eierland, die heute nach Landgewinnungsmaßnahmen zu Texel gehört.

## Geschichte
Im Jahre 1835 begannen niederländische Küstenplaner mit der Eindeichung des Wattengebietes zwischen den Inseln Texel und Eierland. Nach Abschluss dieser Arbeiten wurde die ehemals selbstständige Insel Eierland Teil der wesentlich größeren Insel Texel. Durch den enormen Landgewinn bedurfte es neuer Schifffahrtszeichen. So genehmigte die Landesregierung den Bau eines Leuchtturms an der neuen Nordspitze Texels, den Auftrag für die Planung erhielt der Architekt Quirinus Harder, der am 25. Juli 1863 auch den Grundstein des neuen Turmes auf einer rund 20 Meter hohen Düne legte. In Betrieb genommen wurde der rot gestrichene Turm am 1. November 1864. Der damalige Abstand zwischen Leuchtturm und Küste betrug 3000 Meter.
Von 1864 bis 1910 wurde der Turm mit Petroleum-Brennern betrieben, ehe diese 1910 durch Pharoline-Brenner ersetzt wurden. Elektrifiziert wurde der Leuchtturm Eierland schließlich im Jahre 1927.
Während des Aufstandes der Georgier im April 1945 wurde der Turm schwer beschädigt, sodass er in der Folge erheblich saniert werden musste. So wurde eine neue Außenmauer erbaut und das Interieur aufwändig renoviert. 1977 erhielt der Turm schließlich eine rote Kunststoff-Beschichtung. Seit 2009 ist der Turm für die Öffentlichkeit zugänglich und kann bis zum 6. Stockwerk bestiegen werden. Das Leuchtfeuer und das Büro des Leuchtturmwärters sind nicht zugänglich.
In Höhe des 5. Stockwerkes gibt es einen Rundgang zwischen der alten und der neuen Außenwand. Hier sind Einschusslöcher sichtbar.

## Lichtcharakter
Das Leuchtfeuer des Leuchtturms Eierland erreicht eine Lichtstärke von 2.850.000 Candela und ist 29 Seemeilen sichtbar. Die Optik erzeugt zwei kurze Lichtblitze pro 10-Sekunden-Intervall; die dominierende Lichtfarbe ist weiß. Daraus ergibt sich die folgende Kennung: FL(2) W 10s.

Kennung des Leucht- turms Eierland